# カルボネミス
カルボネミス（学名：Carbonemys）は、白亜紀末の大量絶滅から500万年後にあたる6000万年前のコロンビア北部に生息した、Cerrejón 層から産出したナンベイヨコクビガメ科（ヨコクビガメ科の1亜科ともされる）に属する絶滅したカメの属である。Carbonemys cofrinii ただ1種のみが含まれる。属名は Cerrejón の露天掘り炭鉱にちなんでラテン語の carbo とギリシャ語でカメを意味する emys に由来する。種小名は発見したチームに貢献した David Cofrin への献名。

## 記載
C. cofrinii は、ノースカロライナ州立大学の当時博士課程の学生エドウィン・カデナがラ・グアヒーラ県で2005年に発見した、6000万年前のホロタイプ標本 UF/IGM 41 に基づいて記載された。これは長さ20センチメートルほどの潰れたほぼ完全な頭骨であり、頑健な上顎を含む。頭骨とは関節していなかったもの、同じ層から発見された UF/IGM 71 に指定された砕けた甲羅の標本から、甲長は約1.72メートルと推定されている。これは、今までに発見された最大級のカメの1つである。甲羅は中新世のベネズエラから産出した巨大なカメスチュペンデミスに類似しており、直接カルボネミスに割り当てられはしなかったものの、カルボネミスの甲羅である可能性が非常に高く、その体格として推定される大きさを満たしている可能性が高い。他のナンベイヨコクビガメ科に属するカメの化石も発見されており、これはカルボネミスに関する新たな分類群であるとして正確な同定は保留されている。

## 系統
Cadena (2012) による系統解析では、カルボネミスが淡水域に生息する現生カメ類であるマダガスカルヨコクビガメやオオアタマヨコクビガメの近縁種であり、Dacquemys paleomorpha や Shweboemys antiqua および Stereogenys cromeri、Bairdemys などの複数の化石種と共にマダガスカルヨコクビガメをタイプ種とする Erymnochelyinae という亜科を形成することが示された。このナンベイヨコクビガメ科の亜科は白亜紀の末には既に出現していて、新生代の始まりの時期に新熱帯区に進出したが、やがて中新世で南アメリカの北部・サハラ以南のアフリカ・マダガスカルのみに分布域を狭め、減少したことが示唆されている。

## 古環境
カルボネミスは暁新世の後期に生息していた。当時、現在のラ・グアヒーラ県に当たる地域は大河を持つ熱帯地帯であった。この頃に生息した他の巨大な爬虫類としてティタノボアが挙げられる。当時の生態系にはカルボネミスを捕食するような上位の動物食性動物がおらず、また食物連鎖の下位の生物に恵まれていた。カルボネミスは頂点捕食者として、自身より小さなカメや軟体動物、果てにはより小型のワニをも強力な顎で捕食していたと見られている。また、標本が1個体分しか産出していないことは、カルボネミスが十分な資源を手に入れるために広い縄張りを持っていたことを示唆している。